# Wolfgang Pfeiler
Wolfgang Pfeiler (* 6. Mai 1931 in Erfurt; † 24. Juni 2011) war ein deutscher Politikwissenschaftler und Hochschullehrer.

## Leben
Wolfgang Pfeiler wuchs in der DDR auf. Nach Abitur und anschließendem Facharbeiterexamen studierte er an der TH Dresden. Nach Übersiedlung in den Westen studierte er Politikwissenschaft, Kommunikationsforschung und Geschichte an der Rheinischen Friedrich-Wilhelms-Universität Bonn. Er war wissenschaftlicher Mitarbeiter in der Industrie und wissenschaftlicher Mitarbeiter des Forschungsinstituts der Konrad-Adenauer-Stiftung. Er war zudem Mitglied des Kreisvorstandes der CDU Rheinland.
Pfeiler habilitierte sich bei Hans-Adolf Jacobsen und wurde zum außerplanmäßigen Professor an der Universität Bonn ernannt, später Professor für Politikwissenschaft an der Ernst-Moritz-Arndt-Universität Greifswald. Zuletzt war Pfeiler Professor für Politikwissenschaft am Institut für Politikwissenschaft an der Universität Koblenz-Landau.
Er war Mitglied des Kuratoriums der Trägerwerke Soziale Dienste.

## Schriften
- Deutschlandbilder. Die Bundesrepublik aus der Sicht der DDR und der Sowjetunion, Bonner Schriften zur Politik und Zeitgeschichte 1972, ISBN 3-7700-0288-1, zusammen mit Peter Mentzel
- DDR-Lehrbuch: NBV-Lehrbuch zur politischen Bildung, NBV Neue Verlagsgesellschaft Weege 1974, ISBN 3-8097-0001-0
- Deutschlandpolitische Optionen der Sowjetunion, Knoth Melle 1988, ISBN 3-88368-145-8
- Das neue politische System der Sowjetunion, Dadder Saarbrücken-Scheidt 1989, ISBN 3-926406-39-9
- Der ABM-Vertrag und die Sowjetunion : Probleme, Prioritäten und Perspektiven, 1989
- Die Viermächte-Option als Instrument sowjetischer Deutschlandpolitik, 1991
- Rußlands Politik gegenüber Polen, Tschechien und Ungarn, 1998